# José Arcilla Solero
José Arcilla Solero (Filipinas, 18 de septiembre de 1927 - 26 de enero de 2024) fue un jesuita, escritor y profesor hispanofilipino. Actualmente imparte clases de historia en la Universidad Ateneo de Manila, siendo considerado toda una autoridad en historia de Filipinas. Es uno de los galardonados con el prestigioso Premio Zobel de literatura filipina en español.
Es miembro de la Academia Filipina de la Lengua Española.

## Biografía
José S. Arcilla realizó estudios universitarios en Cebú y en Chicago, completándolos con un doctorado en Filosofía y Letras en la Universidad Complutense de Madrid, España.

## Premios Literarios
- 1995. Premio Zobel.

## Obras (selección)
- 1998. La cultura indígena filipina en la segunda mitad del siglo XIX según los jesuitas[3]
- 1999. Una introducción a la historia de Filipinas.
- 2006. El origen de la élite política de Filipinas[4]
- Otros.[5]

## Artículos destacados (selección)
- 1992. El sentido de ser filipino.[6]